# Dichotomius alutaceus
Dichotomius alutaceus là một loài bọ cánh cứng trong họ Bọ hung (Scarabaeidae).